# 帕克电子
帕克电子有限公司（Pak Elektron Limited），是一家巴基斯坦的科技工程公司，主要生产常用家庭设备与电器。
1956年，帕克电子有限公司与德国通用电气公司通过技术合作成立。1978年，帕克电子被萨迦尔集团收购，并开始着手上市。多年来它与许多国际巨头形成战略同盟，包括通用电气、富士通和日立。2009年，该公司也成为LG电子的家用电器独家经销商。它拥有两个部门：电力与电气。前者包括制造变压器、电网站和能源等商品，后者则经营制造、组装和分销电冰箱、空调等家用电器。

## PEL电气事业部
PEL电气事业部是萨迦尔集团的旗舰部门，它主要负责家用电气产品的制造。

### PEL空调
1981年，PEL通过与日本通用公司进行技术合作，引进空调技术。至今，PEL仍然在巴基斯坦市场中占领领导地位。随着消费习惯从窗式空调器转向分体空调器，PEL开始将生产线聚焦于分体空调器。

### PEL冰箱
1986年，PEL通过与意大利Iar Siltal公司合作，引进冰箱技术，并开始生产。在巴基斯坦国内，PEL Crystal占领了30%的市场份额。

### PEL冰柜
1987年，PEL与意大利阿里斯顿合作引进冰柜技术。

## PEL电力事业部
PEL电力事业部负责三款主要产品：电能仪表、变压器和开关。此外他还生产终端、压缩站和分流电容器。
PEL也是巴基斯坦两大电力集团水利电力发展局与卡拉奇电力的主要电力设备供应商。